# Julius Lankáš
Julius Lankáš, též Julius Otakar Lankáš (28. prosince 1909, Vídeň – 9. září 1991, Praha) byl český sochař-figuralista a medailér.

## Život
Narodil se ve Vídni jako třetí dítě JUDr. Otakara Lankáše (1876–1938), původně pražského komisaře c. a k. státních drah, a jeho manželky Emilie, rozené Reumannové (1886–1944),. Po otcově penzionování se rodina přestěhovala zpět do Prahy.
V letech 1926–1932 vystudoval sochařství a keramiku na Uměleckoprůmyslové škole v Praze u profesorů Jaroslava Horejce a Karla Dvořáka. V letech 1932–1936 ještě studoval na Vysokém učení technickém v Brně..
Pak zakotvil v Praze. Americký lékař českého židovského původu Oswald Alois Holzer (1911–2000) vzpomíná ve svých pamětech, jak rád v letech 1938–1939, před svou emigrací do Číny a USA, sedával v Praze v Mánesu s Juliem Lankášem a Adolfem Hoffmeistrem a dával jim korigovat své amatérské kresby.
Julius Lankáš se ve svém pražském ateliéru na Karlově náměstí do pozdního věku věnoval především monumentálnímu sochařství, figurální a portrétní tvorbě, stylově oscilující mezi realismem a art-deco. V letech 1936–1985 se účastnil mnoha soutěží, mezi prvními na pomník T. G. Masaryka. Mezi komorními plastikami, které z jeho díla v současnosti patří k nejvyhledávanějším, převažují ženské akty, které Lankáš po vzoru profesora Horejce často prováděl v keramice s barevnou glazurou nebo v režné kolorované hlíně.
Je pohřben v rodinné hrobce na Vinohradském hřbitově.

## Dílo (výběr)

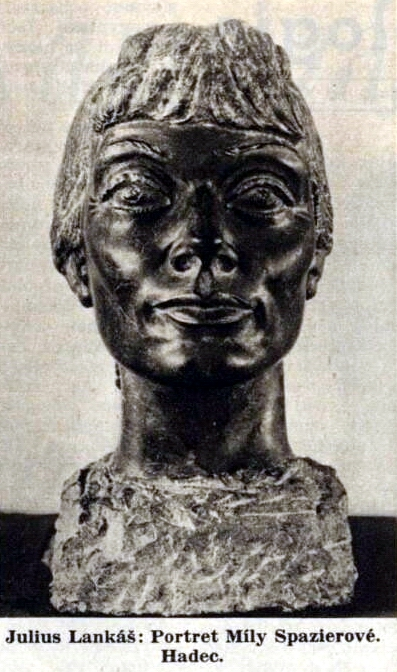
Portrét Míly Spazierové-Hezké, 1940

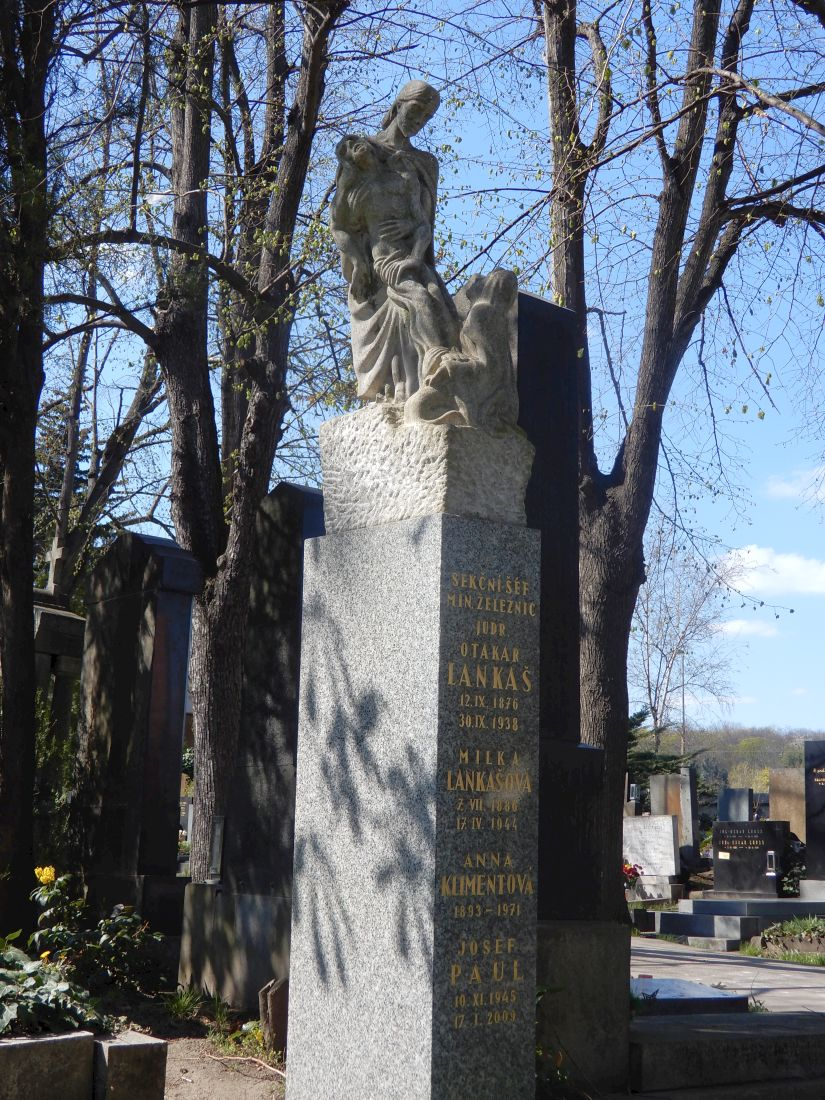
Náhrobek rodiny Lankášovy s vlastní plastikou Ukládání Krista do hrobu (1938), Vinohradský hřbitov

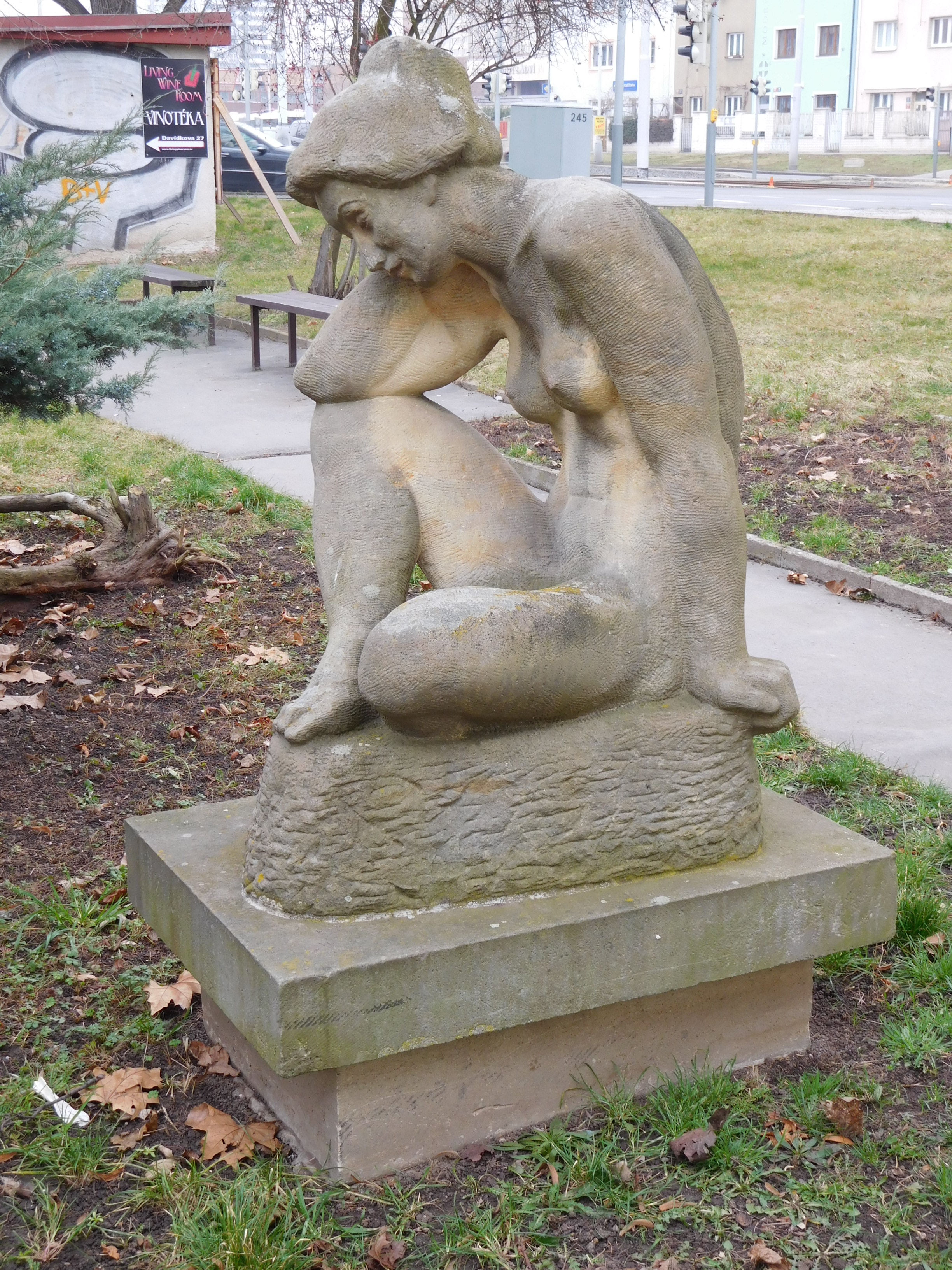
Schoulená, 1984; Praha–Libeň

- Busta Jaroslava Horejce, patinovaná sádra, kolem 1936, Galerie hl. m. Prahy
- Busta herečky Marie Burešové
- Hlava boxera, Galerie hl. m. Prahy
- Motorka – (motocyklista) – glazovaná keramika
- Sedící lehký atlet, cín; Galerie moderního umění v Roudnici nad Labem[5]
- Pamětní deska s portrétem Bohuslava Vrbenského v Praze – Vršovicích, 1982[6]
- Stojící ženský akt – pálená hlína, kolorovaná
- Ženský akt ležící na pohovce – pálená hlína
- Sen (sedící ženský akt), před železničním nádražím, Česká Třebová, 1980[7]
- Plastika Matka s dítětem, před mateřskou školkou, Česká Třebová, 1983[7]
- Portrét dcery Moniky
- Okřídlené kolo - emblém železnice, v průčelí nádraží v Bílině, 1968[7]
- Plaketa Palác kultury Praha, 1981 Galerie hl. m. Prahy
- Pamětní deska Antonína Sovy na domě čp. 95/I v Široké ulici v Praze, 1984
- Schoulená dívka – pískovec, 1985, parčík v Davídkově ulici, Praha 8 Libeň
- Sousoší Ryby – mramor, 1985, na kašně v ulici Marie Pujmanové, sídliště Pankrác 1, Praha 4[8]

## Výstavy
- Vystavoval na členských výstavách SVU Mánes (do 1950) a se sdružením Purkyně v letech 1952 a 1954
- samostatná výstava – Obecní dům Praha
- samostatná výstava s Karlem Skálou – Topičův salon Praha, 27.4.–17.5.1942
- spoluúčast na výstavách Druhý zlínský salón (1937)[9]; Pátý zlínský salon,(1940)[10]